# Terfeziaceae
Terfeziaceae E. Fisch. 1897 è una famiglia non accettata di funghi ascomiceti ipogei, detti volgarmente tartufi del deserto, appartenente all'ordine Pezizales. Il nome accettato di questa famiglia è Pezizaceae.
Le terfeziacee hanno un corpo fruttifero a forma di tubero con peridio rugoso o liscio e parte interna (gleba) carnosa, di colore chiaro divisa in concamerazioni non comunicanti fra loro; tale ultima caratteristica le differenzia dalle Tuberaceae che invece hanno concamerazioni intercomunicanti.
Le specie di tartufi incluse in questa famiglia sono endemiche di aree desertiche e semi-desertiche dei paesi che si affacciano sul Mediterraneo (soprattutto Marocco), dove vivono in associazione ectomicorrizica con specie del genere Helianthemum.

## Generi di Terfeziaceae
Il genere tipo è Terfezia, altri generi inclusi sono:
- Cazia Trappe 1989
- Delastria Tul. & C. Tul. 1843
- Loculotuber Trappe, Parladé & I.F. Alvarez 1993
- Mattirolomyces E. Fisch. 1938
- Tulasneinia Zobel ex Corda 1854
- Tulasnia Lesp.